# Insingdorf
Insingdorf ist ein Ortsteil der Stadt Melle im Landkreis Osnabrück in Niedersachsen. Der Ort bildete bis 1972 eine Gemeinde im damaligen Landkreis Melle und gehört heute zum Meller Stadtteil Neuenkirchen.

## Geographie
Als alte Bauerschaft besitzt Insingdorf keinen Dorfkern, sondern besteht aus nordwestlich von Neuenkirchen verstreut liegenden Einzelhöfen.

## Geschichte
Die Bauerschaft Insingdorf gehörte bis zu den Napoleonischen Kriegen zum Amt Grönenberg des Hochstifts Osnabrück. Von 1807 bis 1810 gehörte Insingdorf zum Kanton Neuenkirchen des napoleonischen Satellitenstaats Königreich Westphalen. Von 1811 bis 1813 gehörte der Ort unmittelbar zu Frankreich und dort zur Mairie Neuenkirchen im Arrondissement Osnabrück des Departements der Oberen Ems. 1814 kam Insingdorf zum Königreich Hannover und gehörte dort wieder zum Amt Grönenberg. 1867 fiel Insingdorf mit dem gesamten Königreich Hannover an Preußen und seit 1885 gehörte die Gemeinde zum Landkreis Melle. Innerhalb des Landkreises Melle gehörte Insingdorf zur Samtgemeinde Neuenkirchen. Am 1. Juli 1972 wurde Insingdorf im Rahmen der Gebietsreform in Niedersachsen Teil der Stadt Melle.

## Einwohnerentwicklung
| Jahr | Einwohner | Quelle |
| ---- | --------- | ------ |
| 1871 | 259       | [ 3 ]  |
| 1910 | 284       | [ 4 ]  |
| 1939 | 233       | [ 5 ]  |
| 1950 | 351       | [ 6 ]  |
| 1961 | 227       | [ 6 ]  |
| 1970 | 217       | [ 6 ]  |
| 2014 | 169       | [ 2 ]  |

## Baudenkmale
In Insingdorf ist der Bauernhof an der Gerdener Straße 33 denkmalgeschützt.